# Jesse Joensuu
Jesse Joensuu (Pori, 5 ottobre 1987) è un hockeista su ghiaccio finlandese.

## Palmarès

### Mondiali
- 1 medaglia:
  - 1 oro (Slovacchia 2011)